# Llista de topònims de Penelles
Llista de topònims (noms propis de lloc) del municipi de Penelles, a la Noguera
Informació actualitzada per un bot. Els canvis manuals es perdran quan s'actualitzi!

## cabana
| imatge | Nom                   | Ubicat a | instància de | Detalls       | coordenades                                                                   | Protecció | Commons (més fotos) | Dades a WD                    |
| ------ | --------------------- | -------- | ------------ | ------------- | ----------------------------------------------------------------------------- | --------- | ------------------- | ----------------------------- |
|        | Cabana l'Ortiz        | Penelles | cabana       |               | 41° 45′ 28″ N, 0° 56′ 22″ E / 41.7577958605568°N,0.939458195874434°E          |           |                     | Modifica les dades a Wikidata |
|        | Coberts de Cal Ros    | Penelles | cabana       |               | 41° 45′ 16″ N, 0° 57′ 46″ E / 41.7543199227317°N,0.962710685149106°E          |           |                     | Modifica les dades a Wikidata |
|        | Torre del Ros         | Penelles | cabana       | Estat: ruïnós | 41° 44′ 50″ N, 0° 55′ 53″ E / 41.7473197961689°N,0.931350846062208°E 250 msnm |           |                     | Modifica les dades a Wikidata |
|        | cabana del Morros     | Penelles | cabana       |               | 41° 42′ 25″ N, 0° 58′ 26″ E / 41.7068630422473°N,0.973801248061006°E          |           |                     | Modifica les dades a Wikidata |
|        | cobert de Ca l'Obac   | Penelles | cabana       |               | 41° 45′ 21″ N, 0° 58′ 16″ E / 41.7559436204921°N,0.97099472112252°E           |           |                     | Modifica les dades a Wikidata |
|        | cobert de Cal Felip   | Penelles | cabana       |               | 41° 43′ 38″ N, 0° 55′ 03″ E / 41.7271205420196°N,0.917512009597575°E          |           |                     | Modifica les dades a Wikidata |
|        | cobert de Menàrguens  | Penelles | cabana       |               | 41° 45′ 39″ N, 0° 57′ 55″ E / 41.7607159562799°N,0.965335097979753°E          |           |                     | Modifica les dades a Wikidata |
|        | cobert de Torre Neral | Penelles | cabana       |               | 41° 43′ 50″ N, 0° 58′ 17″ E / 41.7304879192037°N,0.971303330382909°E          |           |                     | Modifica les dades a Wikidata |
|        | cobert del Figueres   | Penelles | cabana       |               | 41° 43′ 21″ N, 0° 58′ 25″ E / 41.7226290712057°N,0.97355828255599°E           |           |                     | Modifica les dades a Wikidata |

## entitat singular de població
| imatge | Nom                  | Ubicat a | instància de                                   | Detalls | coordenades                                                                   | Protecció | Commons (més fotos)  | Dades a WD                    |
| ------ | -------------------- | -------- | ---------------------------------------------- | ------- | ----------------------------------------------------------------------------- | --------- | -------------------- | ----------------------------- |
|        | Almassor             | Penelles | entitat singular de població                   | 7 hab   | 41° 42′ 26″ N, 0° 57′ 20″ E / 41.707303365208°N,0.95558307597773°E 245 msnm   |           |                      | Modifica les dades a Wikidata |
|        | Bellestar            | Penelles | entitat singular de població                   | 0 hab   | 41° 43′ 58″ N, 0° 55′ 59″ E / 41.73286111°N,0.93294444°E 242 msnm             |           | Bellestar (Penelles) | Modifica les dades a Wikidata |
|        | Penelles             | Penelles | entitat singular de població capital municipal | 376 hab | 41° 45′ 27″ N, 0° 57′ 55″ E / 41.75736777°N,0.96529456°E 277 msnm             |           |                      | Modifica les dades a Wikidata |
|        | Torre Neral          | Penelles | entitat singular de població                   | 6 hab   | 41° 43′ 51″ N, 0° 57′ 43″ E / 41.730834832984°N,0.9620507199964°E 249 msnm    |           |                      | Modifica les dades a Wikidata |
|        | el Castell del Remei | Penelles | entitat singular de població                   | 40 hab  | 41° 43′ 16″ N, 0° 58′ 15″ E / 41.721082284841°N,0.97077398642232°E 250 msnm   |           |                      | Modifica les dades a Wikidata |
|        | els Falcons          | Penelles | entitat singular de població                   | 6 hab   | 41° 44′ 27″ N, 0° 56′ 48″ E / 41.7409226999876°N,0.946768097785731°E 249 msnm |           |                      | Modifica les dades a Wikidata |

## església
| imatge | Nom                            | Ubicat a | instància de | Detalls                                  | coordenades                                                                     | Protecció                                  | Commons (més fotos)                             | Dades a WD                    |
| ------ | ------------------------------ | -------- | ------------ | ---------------------------------------- | ------------------------------------------------------------------------------- | ------------------------------------------ | ----------------------------------------------- | ----------------------------- |
|        | Mare de Déu del Remei          | Penelles | església     |                                          | 41° 43′ 10″ N, 0° 58′ 14″ E / 41.7194414141296°N,0.970532960443442°E 250 msnm   |                                            |                                                 | Modifica les dades a Wikidata |
|        | Sant Joan Baptista de Penelles | Penelles | església     | Estil: arquitectura popular 16th century | 41° 45′ 27″ N, 0° 57′ 54″ E / 41.757532°N,0.96507°E ca:C. del Carme, 2 278 msnm | bé integrant del patrimoni cultural català | Sant Joan Baptista de Penelles (església vella) | Modifica les dades a Wikidata |
|        | Sant Joan Baptista de Penelles | Penelles | església     |                                          | 41° 45′ 30″ N, 0° 57′ 55″ E / 41.758372°N,0.965193°E                            | bé integrant del patrimoni cultural català | Sant Joan Baptista de Penelles                  | Modifica les dades a Wikidata |
|        | Sant Vicenç Ferrer             | Penelles | església     |                                          | 41° 44′ 02″ N, 0° 55′ 26″ E / 41.7338902934548°N,0.923810181016535°E 241 msnm   |                                            |                                                 | Modifica les dades a Wikidata |

## granja
| imatge | Nom                       | Ubicat a  | instància de | Detalls                                                                         | coordenades                                                                   | Protecció                                  | Commons (més fotos)       | Dades a WD                    |
| ------ | ------------------------- | --------- | ------------ | ------------------------------------------------------------------------------- | ----------------------------------------------------------------------------- | ------------------------------------------ | ------------------------- | ----------------------------- |
|        | Granja Sant Vicent Ferrer | Bellestar | granja       | Estil: racionalisme arquitectònic noucentisme arquitectura popular 20th century | 41° 43′ 51″ N, 0° 55′ 39″ E / 41.7307°N,0.927473°E ca:Carretera LV-3331, km.3 | bé integrant del patrimoni cultural català | Granja Sant Vicent Ferrer | Modifica les dades a Wikidata |
|        | Granja de Cal Barrunta    | Penelles  | granja       |                                                                                 | 41° 42′ 41″ N, 0° 58′ 17″ E / 41.711405995501°N,0.971458930448331°E           |                                            |                           | Modifica les dades a Wikidata |
|        | Granja de Cal Caudet      | Penelles  | granja       |                                                                                 | 41° 45′ 23″ N, 0° 57′ 35″ E / 41.7564086781616°N,0.959625553131335°E          |                                            |                           | Modifica les dades a Wikidata |
|        | Granja de Cal Cinca       | Penelles  | granja       |                                                                                 | 41° 45′ 23″ N, 0° 58′ 15″ E / 41.756462515452°N,0.970797949574951°E           |                                            |                           | Modifica les dades a Wikidata |
|        | Granja de Cal Fin         | Penelles  | granja       |                                                                                 | 41° 44′ 37″ N, 0° 57′ 14″ E / 41.7437151293202°N,0.953858444728638°E          |                                            |                           | Modifica les dades a Wikidata |
|        | Granja de Cal Menàrguens  | Penelles  | granja       |                                                                                 | 41° 45′ 15″ N, 0° 57′ 30″ E / 41.754042056332°N,0.95822113801622°E            |                                            |                           | Modifica les dades a Wikidata |
|        | Granja de Cal Ros         | Penelles  | granja       |                                                                                 | 41° 45′ 12″ N, 0° 57′ 46″ E / 41.7534540872802°N,0.962641855705907°E          |                                            |                           | Modifica les dades a Wikidata |
|        | Granja de Cal Xurracat    | Penelles  | granja       |                                                                                 | 41° 45′ 26″ N, 0° 57′ 47″ E / 41.7571625968767°N,0.963029707998485°E          |                                            |                           | Modifica les dades a Wikidata |
|        | Granja de Cecília Alzina  | Penelles  | granja       |                                                                                 | 41° 45′ 48″ N, 0° 57′ 34″ E / 41.7634412743217°N,0.95954703050238°E           |                                            |                           | Modifica les dades a Wikidata |
|        | Granja del Baster         | Penelles  | granja       |                                                                                 | 41° 45′ 28″ N, 0° 57′ 40″ E / 41.7578830850603°N,0.960998179489377°E          |                                            |                           | Modifica les dades a Wikidata |
|        | Granja del Cortassa       | Penelles  | granja       |                                                                                 | 41° 45′ 44″ N, 0° 58′ 06″ E / 41.7622824567784°N,0.968353033882937°E          |                                            |                           | Modifica les dades a Wikidata |
|        | Granja del Gilabert       | Penelles  | granja       |                                                                                 | 41° 45′ 17″ N, 0° 56′ 23″ E / 41.7548302036699°N,0.939817704048746°E          |                                            |                           | Modifica les dades a Wikidata |
|        | Granja del Jaumet el Coix | Penelles  | granja       |                                                                                 | 41° 45′ 21″ N, 0° 57′ 36″ E / 41.7557744953443°N,0.959922290763647°E          |                                            |                           | Modifica les dades a Wikidata |
|        | Granja del Sabartés       | Penelles  | granja       |                                                                                 | 41° 45′ 50″ N, 0° 57′ 35″ E / 41.7637616601355°N,0.959837612171513°E          |                                            |                           | Modifica les dades a Wikidata |

## masia
| imatge | Nom                   | Ubicat a                | instància de | Detalls                                                  | coordenades                                                          | Protecció                                  | Commons (més fotos)            | Dades a WD                    |
| ------ | --------------------- | ----------------------- | ------------ | -------------------------------------------------------- | -------------------------------------------------------------------- | ------------------------------------------ | ------------------------------ | ----------------------------- |
|        | Ca l'Amorós           | Penelles                | masia        |                                                          | 41° 44′ 42″ N, 0° 56′ 40″ E / 41.7451146018322°N,0.944469821089089°E |                                            |                                | Modifica les dades a Wikidata |
|        | Ca l'Armari           | Penelles                | masia        |                                                          | 41° 43′ 13″ N, 0° 56′ 57″ E / 41.7201582423986°N,0.949028315153361°E |                                            |                                | Modifica les dades a Wikidata |
|        | Cal Baró              | Penelles                | masia        | Estil: arquitectura del Renaixement arquitectura popular | 41° 44′ 01″ N, 0° 55′ 25″ E / 41.7336520206343°N,0.923697905107018°E | bé integrant del patrimoni cultural català |                                | Modifica les dades a Wikidata |
|        | Cal Bori              | Penelles                | masia        |                                                          | 41° 42′ 13″ N, 0° 56′ 59″ E / 41.7036817189828°N,0.949828635820672°E |                                            |                                | Modifica les dades a Wikidata |
|        | Cal Cantà             | Penelles                | masia        |                                                          | 41° 46′ 06″ N, 0° 57′ 35″ E / 41.7681999489295°N,0.959733033264661°E |                                            |                                | Modifica les dades a Wikidata |
|        | Cal Coll              | Penelles                | masia        |                                                          | 41° 44′ 14″ N, 0° 57′ 19″ E / 41.7373462332137°N,0.955299223013669°E |                                            |                                | Modifica les dades a Wikidata |
|        | Cal Felip             | Penelles                | masia        |                                                          | 41° 43′ 39″ N, 0° 55′ 11″ E / 41.7273744560062°N,0.91959574247158°E  |                                            |                                | Modifica les dades a Wikidata |
|        | Cal Folc              | Penelles                | masia        |                                                          | 41° 44′ 26″ N, 0° 56′ 48″ E / 41.7405609299663°N,0.946683425890839°E |                                            |                                | Modifica les dades a Wikidata |
|        | Cal Jaume el Cotet    | Penelles                | masia        |                                                          | 41° 42′ 25″ N, 0° 56′ 59″ E / 41.7070657990712°N,0.949697045314759°E |                                            |                                | Modifica les dades a Wikidata |
|        | Cal Marededéu         | Penelles                | masia        |                                                          | 41° 42′ 49″ N, 0° 55′ 54″ E / 41.7134770174526°N,0.93153528036657°E  |                                            |                                | Modifica les dades a Wikidata |
|        | Cal Mitjana           | Penelles                | masia        |                                                          | 41° 43′ 00″ N, 0° 57′ 58″ E / 41.7166441445233°N,0.966161333986247°E |                                            |                                | Modifica les dades a Wikidata |
|        | Cal Pinós             | Penelles                | masia        |                                                          | 41° 43′ 24″ N, 0° 56′ 52″ E / 41.723377102289°N,0.94786034230119°E   |                                            |                                | Modifica les dades a Wikidata |
|        | Cal Pubill            | Penelles                | masia        |                                                          | 41° 43′ 41″ N, 0° 56′ 14″ E / 41.7279977641253°N,0.937176926155709°E |                                            |                                | Modifica les dades a Wikidata |
|        | Cal Roc               | Penelles                | masia        |                                                          | 41° 42′ 34″ N, 0° 57′ 40″ E / 41.7093771609404°N,0.9611500784497°E   |                                            |                                | Modifica les dades a Wikidata |
|        | Cal Sant-romà         | Penelles                | masia        |                                                          | 41° 44′ 42″ N, 0° 56′ 33″ E / 41.744893973327°N,0.94236471006191°E   |                                            |                                | Modifica les dades a Wikidata |
|        | Cal Santos            | Penelles                | masia        |                                                          | 41° 43′ 00″ N, 0° 58′ 18″ E / 41.7167403766073°N,0.971603667196067°E |                                            |                                | Modifica les dades a Wikidata |
|        | Casa del Santgrà      | Penelles                | masia        |                                                          | 41° 45′ 54″ N, 0° 57′ 58″ E / 41.7651070110322°N,0.966122603677382°E |                                            |                                | Modifica les dades a Wikidata |
|        | Caseta dels Ametllers | Penelles                | masia        |                                                          | 41° 43′ 55″ N, 0° 56′ 42″ E / 41.7318930223629°N,0.944963707344914°E |                                            |                                | Modifica les dades a Wikidata |
|        | Masia Niubò           | Penelles                | masia        |                                                          | 41° 43′ 26″ N, 0° 55′ 24″ E / 41.7238°N,0.923411°E 235 msnm          |                                            |                                | Modifica les dades a Wikidata |
|        | Masia de Pifanyo      | Penelles                | masia        |                                                          | 41° 44′ 14″ N, 0° 57′ 20″ E / 41.7371°N,0.955564°E 247 msnm          |                                            |                                | Modifica les dades a Wikidata |
|        | Masia dels Salts      | Penelles                | masia        |                                                          | 41° 45′ 56″ N, 0° 58′ 15″ E / 41.7655148539613°N,0.970849456260175°E |                                            |                                | Modifica les dades a Wikidata |
|        | Torre Neral           | Penelles                | masia        |                                                          | 41° 43′ 50″ N, 0° 57′ 42″ E / 41.7304900337936°N,0.961756807019362°E |                                            |                                | Modifica les dades a Wikidata |
|        | Torre Toralla         | Ivars d'Urgell Penelles | masia        | Estil: arquitectura eclèctica                            | 41° 42′ 39″ N, 0° 56′ 59″ E / 41.7107°N,0.94984°E                    | bé integrant del patrimoni cultural català | Torre Toralla (Ivars d'Urgell) | Modifica les dades a Wikidata |
|        | la Campanera          | Penelles                | masia        |                                                          | 41° 44′ 32″ N, 0° 56′ 20″ E / 41.742128975761°N,0.93884543914247°E   |                                            |                                | Modifica les dades a Wikidata |
|        | la Castellana         | Penelles                | masia        |                                                          | 41° 44′ 04″ N, 0° 57′ 17″ E / 41.734307183011°N,0.95472661109421°E   |                                            |                                | Modifica les dades a Wikidata |
|        | la Masieta            | Penelles                | masia        |                                                          | 41° 43′ 32″ N, 0° 58′ 56″ E / 41.7256028445209°N,0.982349314751934°E |                                            |                                | Modifica les dades a Wikidata |
|        | la Panosa             | Penelles                | masia        |                                                          | 41° 43′ 04″ N, 0° 56′ 14″ E / 41.717782696227°N,0.93721973771518°E   |                                            |                                | Modifica les dades a Wikidata |

## Misc
| imatge | Nom                                     | Ubicat a                    | instància de      | Detalls                                       | coordenades                                                                                              | Protecció                                  | Commons (més fotos)                     | Dades a WD                    |
| ------ | --------------------------------------- | --------------------------- | ----------------- | --------------------------------------------- | --- | ------------------------------------------ | --------------------------------------- | ----------------------------- |
|        | Castell del Remei                       | Penelles                    | mansió celler     | Estil: historicisme arquitectònic noucentisme | 41° 43′ 11″ N, 0° 58′ 17″ E / 41.71986°N,0.971387°E ca:Camí de Boldú, Torreneral                         | bé integrant del patrimoni cultural català | Castell del Remei                       | Modifica les dades a Wikidata |
|        | Castell del Remei (celler)              | Penelles                    | celler            | 1780                                          | |                                            | Celler Castell del Remei                | Modifica les dades a Wikidata |
|        | Coma de l'Orella                        | Bellmunt d'Urgell Penelles  | indret            |                                               | 41° 45′ 46″ N, 0° 56′ 31″ E / 41.762721°N,0.941921°E 282 msnm                                            |                                            |                                         | Modifica les dades a Wikidata |
|        | Molí del Remei                          | Penelles                    | molí d'aigua      | Estil: arquitectura popular 19th century      | 41° 43′ 10″ N, 0° 58′ 08″ E / 41.719496°N,0.968933°E ca:A tocar del Castell del Remei, Penelles 247 msnm | bé integrant del patrimoni cultural català | Molí del Remei                          | Modifica les dades a Wikidata |
|        | Safareig de Penelles                    | Penelles                    | safareig          | Estil: arquitectura popular 19th century      | 41° 45′ 29″ N, 0° 57′ 42″ E / 41.758027°N,0.961629°E ca:Camí de les Roques, Penelles 277 msnm            | bé cultural d'interès local                | Safareig de Penelles                    | Modifica les dades a Wikidata |
|        | Torre del Capità                        | Penelles                    | casa              |                                               | 41° 43′ 52″ N, 0° 55′ 39″ E / 41.7310364165037°N,0.927364832122381°E 242 msnm                            |                                            | Torre del Capità                        | Modifica les dades a Wikidata |
|        | canal auxiliar d'Urgell                 | Noguera Pla d'Urgell Segrià | canal de reg      | Desemboca: canal d'Urgell                     | 41° 42′ 28″ N, 0° 55′ 39″ E / 41.707651°N,0.927486°E                                                     |                                            |                                         | Modifica les dades a Wikidata |
|        | casa consistorial de Penelles           | Penelles                    | casa consistorial |                                               | 41° 45′ 29″ N, 0° 57′ 56″ E / 41.7580016°N,0.9654525°E                                                   |                                            | Ajuntament de Penelles                  | Modifica les dades a Wikidata |
|        | castell de Penelles                     | Penelles                    | castell           |                                               | 41° 45′ 28″ N, 0° 57′ 54″ E / 41.7578555556°N,0.964872222222°E 276 msnm                                  |                                            |                                         | Modifica les dades a Wikidata |
|        | creu de terme de Penelles               | Penelles                    | creu de terme     | Estil: arquitectura gòtica                    | 41° 45′ 30″ N, 0° 57′ 54″ E / 41.758452°N,0.964902°E                                                     | bé integrant del patrimoni cultural català | Creu de terme de Penelles               | Modifica les dades a Wikidata |
|        | font de la plaça de la Font de Penelles | Penelles                    | font              | Estil: arquitectura popular                   | 41° 45′ 26″ N, 0° 57′ 54″ E / 41.75725°N,0.964922°E                                                      | bé integrant del patrimoni cultural català | Font de la plaça de la Font de Penelles | Modifica les dades a Wikidata |